# Druhá moderna
Druhá moderna je termín vytvořený německým sociologem Ulrichem Beckem, který tak nazývá současnost, tedy období po tzv. „první“ moderně – industrializované společnosti.

## Definice
První moderna přišla s Průmyslovou revolucí, kdy se stávající zemědělská společnost přetvořila na společnost industrializovanou. Druhá moderna ji přetváří v novou a více reflexivní síťovou, informační společnost. Podle Becka moderna tedy nezanikla a díky reflexi "vedlejších důsledků vedlejších důsledků sebe sama" se transformovala, nebo by se měla proměňovat. Tento názor lze ukázat na tzv. ekologických skupinách, které vznikly jako důsledek znečišťování přírody a ekologické krize, která je zase důsledkem předchozí obrovské industrializace. Reflexe je nejvýznačnější vlastností druhé moderny, a z toho důvodu je také nazývána reflexivní modernizací. Další vlastnosti jsou odmítání původního oddělování přírody a kultury, vyloučení nekonečného ekonomického růstu a přímočarého pokroku. Druhá moderna přímo navazuje na první, a není od ní odtržena. Začíná existovat, když se předchozí věk mění s pomocí reflexe.
Druhá moderna není pouhou teorií o současném světě, ale stane se formou budoucího uskupení společnosti nebo způsobem přemýšlení o společnosti. Po první moderně nezůstaly jen vedlejší důsledky a jejich vedlejší důsledky, ale také i původní způsob uvažování, který se musí změnit. Tím novým způsobem uvažování myslí Beck nejen reflexi již zaběhlých pořádků, ale také použití zákonitostí moderny na sebe samu a tím se vytvoří zcela nový, racionalizovaný běh světa.

## Riziková společnost
Hlavní článek: Riziková společnost
Druhá moderna si je vědoma nových rizik, týkajících se všech forem života, rostlin, zvířat a člověka. Tyto rizika vznikla díky velkým úspěchů moderny při řešení problému lidského nedostatku. Systémy, které se předtím zdály být schopné poskytovat ochranu před přírodními i společenskými problémy, jsou mnohem více vnímány, jako stvořitelé nových člověkem vytvořených globálních rizik. Je to důsledek jejich fungování. Tyto systémy se stanou součástí problému, nikoliv řešením. Modernizace a pokroky v šíření informací vytvářejí zcela nové sociální problémy, např. počítačovou kriminalitu. Mezitím vědecké pokroky otevírají nové oblasti bádání – klonování či genetická modifikace. V těchto nových sférách se rozhoduje bez dostatečné znalosti dlouhodobých následků.
Beck si těchto čerstvých dilemat vytvořených touto reflexivní modernizací všiml, a proto přišel s "kosmopolitní perspektivou", která překoná problémy světa, v němž již národní zájmy nejsou prosazovány pouze na státní úrovni. Neexistuje společnost založená pouze na státním základu. Společnost se mění na kosmopolitní a rizika jsou projednávána v globálním měřítku. Jedním z důkazů tohoto přechodu, je válka v Kosovu a následné nálety NATO na Bělehrad. V předchozím světě první moderny byla lidská práva pouhou vnitřní záležitostí daného státu. Dnes západní státy v čele s USA mohou vojensky zakročit proti jakékoliv zemi, která tyto nejvyšší konvence nerespektuje. Tyto události podle Becka dokumentují přechod k novému, kosmopolitnímu světu.

## Společnost vědění
Druhá moderna je také spojena s tzv. společností vědění, vyznačující se pluralizací různých typů znalostí. Právě pro ni jsou význačná vědomostně-závislá rizika, nejistoty, které vytváří informační svět sám o sobě.

## Odpor vůči druhé moderně
Objevily se různé formy odporu vůči druhé moderně, mezi nimi např. euroskepticismus.
Sám Beck vidí Al-kajdu, jako důsledek druhé moderny a zároveň je jejím největším nepřítelem, nejen ve způsobu používání informačních technologií, ale také ve své synkretické ideologii.